# Jubileums-Hofmedaille
De Jubileums-Hofmedaille, (Duits: Jubiläums - Hofmedaille), van keizer Frans Jozef I werd op 21 oktober 1908 ingesteld. De onderscheiding is een van de herinneringsmedailles die het vijftigjarige jubileum van de Oostenrijkse keizer en apostolisch Hongaarse koning luister moesten bijzetten. De ovale medailles werden in goud, zilver en brons geslagen.
De medaille kan worden beschouwd als een van de varianten van de Jubileum-Herinneringsmedaille 1898.
De voorkant van de medaille toont het naar rechts gewende portret van de keizer en koning in zijn uniform als veldmaarschalk. Hij draagt zijn Gulden Vlies, de ster van de Militaire Maria Theresia-Orde en drie andere onderscheidingen. Op de keerzijde stond de inscriptie "FRANCISCVS JOSEPHVS QVINQVANGENARII REGNI DIEM FESTVM CELEBRANS 11 DECEMBRIS MDCCCCXCVIII". Het meesterteken op de medaille is "JC", dat staat voor J. Christelbauer. De medailleur was Heinrich Jauner (1833 - 1912)
Militairen zoals de leden van de keizerlijke lijfwacht droegen de 31 millimeter brede en 39 millimeter hoge medaille aan een driehoekig lint. De burgers aan het hof droegen de medaille aan een beugel en een eenvoudig gevouwen lint. Op het ponceaurode lint met de brede witte biesen werd in beide gevallen een gouden, zilveren of bronzen gesp met de jaartallen "1848 . 1898" gedragen. De gesp is soms veel breder dan het lint, in andere gevallen is de gesp op maat gemaakt.
Het 38 millimeter brede lint voor de militairen is driehoekig, de burgers droegen hun medaille aan een 30 millimeter breed lint met een beugel van gouden, zilveren of bronzen metaaldraad. De beugel op de linten voor de burgers was smaller en anders van vorm dan die van de militairen.
De gouden medailles aan driehoekige linten waren bestemd voor de adjudanten-generaal van het Militaire Huis van de Keizer. De officieren van de lijfgarde en officieren met de rang van kapitein en hoger ontvingen de zilveren medaille. Alle andere militairen aan het Keizerlijk Hof kwamen voor de bronzen medaille in aanmerking.
De gouden medailles aan het smallere lint waren door de keizer voor de hoogste hofchargen en grootofficieren van zijn Huis bestemd. De andere leden van het hof kregen een bronzen medaille uitgereikt.
Dames droegen een verkleinde bronzen medaille van 26 millimeter hoog aan een 15 millimeter brede strik met daarop een 16 millimeter brede bronzen gesp. Van deze medailles werden 200 exemplaren geslagen en slechts 62 uitgereikt.